# Olaf Hassel
Pour les articles homonymes, voir Hassel.
Olaf Hassel (12 mai 1898 à Øvre Sandsvær (en) - 22 août 1972) est un astronome amateur norvégien. Il est connu pour ses découvertes de la comète Jurlov-Achmarof-Hassel en avril 1939 et de la nova V446 Herculis le 7 mars 1960. 
Olaf Hassel est sourd de naissance.